# Fosse/Verdon
Fosse/Verdon è una miniserie televisiva statunitense biografica del 2019.
Basata sul libro Fosse di Sam Wasson, la miniserie racconta il legame professionale e sentimentale tra il coreografo Bob Fosse e la ballerina Gwen Verdon, interpretati da Sam Rockwell e Michelle Williams.

## Personaggi e interpreti

### Principali
- Bob Fosse interpretato da Sam Rockwell, doppiato da Christian Iansante.
- Gwen Verdon, interpretata da Michelle Williams, doppiata da Barbara De Bortoli.

### Ricorrenti
- Joan Simon, interpretata da Aya Cash, doppiata da Ilaria Latini.
- Harold Prince, interpretato da Evan Handler, doppiato da Pasquale Anselmo.
- Neil Simon, interpretato da Nate Corddry.
- Paddy Chayefsky, interpretato da Norbert Leo Butz, doppiato da Alessio Cigliano.
- Joan McCracken, interpretata da Susan Misner, doppiata da Francesca Fiorentini.
- Ann Reinking, interpretata da Margaret Qualley.
- Cy Feuer, interpretato da Paul Reiser, doppiato da Marco Mete.
- Liza Minnelli, interpretata da Kelli Barrett, doppiata da Alessia Amendola.
- Ron, interpretato da Jake Lacy, doppiato da Marco Vivio.
- Chita Rivera, interpretata da Bianca Marroquín, doppiata da Maria Giulia Ciucci.
- Fred Weaver, interpretato da Rick Holmes, doppiato da Francesco Prando.
- Hannah, interpretata da Christiane Seidel.
- Joel Grey, interpretato da Ethan Slater.
- George Abbott, interpretato da Byron Jennings, doppiato da Gianni Giuliano.
- Shirley MacLaine, interpretata da Laura Osnes.
- Nicole Fosse, interpretata da Blake Baumgartner e Juliet Brett, doppiata da Carolina Gusev.
- Dustin Hoffman, interpretato da Brandon Uranowitz, doppiato da Riccardo Scarafoni.
- Jerry Orbach, interpretato da Tyler Hanes.
- Paul Grantner, interpretato da Stephen Plunkett.

## Puntate
| n° | Titolo originale         | Prima TV USA   | Prima TV Italia |
| -- | ------------------------ | -------------- | --------------- |
| 1  | Life Is a Cabaret        | 9 aprile 2019  | 18 aprile 2019  |
| 2  | Who's Got the Pain?      | 16 aprile 2019 | 25 aprile 2019  |
| 3  | Me and My Baby           | 23 aprile 2019 | 2 maggio 2019   |
| 4  | Glory                    | 30 aprile 2019 | 9 maggio 2019   |
| 5  | Where Am I Going?        | 7 maggio 2019  | 16 maggio 2019  |
| 6  | All I Care About Is Love | 14 maggio 2019 | 23 maggio 2019  |
| 7  | Nowadays                 | 21 maggio 2019 | 30 maggio 2019  |
| 8  | Providence               | 28 maggio 2019 | 6 giugno 2019   |

## Distribuzione
La miniserie viene trasmessa negli Stati Uniti da FX dal 9 aprile 2019. In Italia va in onda dal 18 aprile 2019 su Fox Life.

## Accoglienza

### Critica
La serie  è stata accolta in maniera positiva dalla critica. L'aggregatore di recensioni Rotten Tomatoes ha un indice di gradimento del 81% basato su 89 recensioni, con un voto medio di 7,1 su 10; il consenso critico del sito recita: “Sam Rockwell e Michelle Williams danno agli spettatori un sacco di razzle e abbagliamento in Fosse/Verdon - una miniserie semplice che è ostacolata dai tropi biografici di rote, ma ancora shimmies con il necessario sfarzo, grinta e tutto ciò che il pubblico jazz desidera.“ Metacritic, invece, ha dato alla serie un punteggio pari a 68 su 100, basato su 36 recensioni.

## Riconoscimenti
- 2020 – Golden Globe[6]
  - Candidatura per miglior miniserie o film per la televisione
  - Candidatura per miglior attore protagonista in una mini-serie o film per la televisione a Sam Rockwell
  - Miglior attrice protagonista in una mini-serie o film per la televisione a Michelle Williams

- 2020 – Critics' Choice Awards[7]
  - Candidatura per la miglior miniserie TV
  - Candidatura per miglior attore protagonista in una miniserie o film TV a Sam Rockwell
  - Migliore attrice protagonista in una miniserie o film TV a Michelle Williams
  - Candidatura per la miglior attrice non protagonista in un film o miniserie a Margaret Qualley

- 2019 – Premio Emmy[8]
  - Candidatura per miglior miniserie
  - Candidatura per miglior attore protagonista in una miniserie o film a Sam Rockwell
  - Miglior attrice protagonista in una miniserie o film a Michelle Williams
  - Candidatura per miglior attrice non protagonista in una miniserie o film a Margaret Qualley
  - Candidatura per miglior regia per un film, miniserie o speciale drammatico a Thomas Kail per l’episodio Who's Got the Pain?
  - Candidatura per miglior regia per un film, miniserie o speciale drammatico a Jessica Yu per l’episodio Glory
  - Candidatura per miglior casting per una miniserie, film o speciale a Bernie Telsey e Tiffany Little Canfield
  - 2020 - Screen Actors Guild Awards
  - Miglior attore in una miniserie o film per la televisione a Sam Rockwell
  - Miglior attrice in una miniserie o film per la televisione a Michelle Williams